# (1012) Sarema
(1012) Sarema est un astéroïde de la ceinture principale.

## Description
(1012) Sarema est un astéroïde de la ceinture principale découvert le 12 janvier 1924 par l'astronome allemand Karl Reinmuth à Heidelberg. Sa désignation provisoire était 1924 PM.
L'astéroïde est nommé en référence à un personnage d'un poème d'Alexandre Pouchkine.